# Arcuphantes paiki
Arcuphantes paiki là một loài nhện trong họ Linyphiidae.
Loài này thuộc chi Arcuphantes. Arcuphantes paiki được Kendo Saito miêu tả năm 1992.